# Terror y encajes negros
Terror y encajes negros és una pel·lícula mexicana de terror de 1986, dirigida per Luis Alcoriza i protagonitzada per Maribel Guardia i Gonzalo Vega.

## Argument
Una cita secreta entre amants es converteix en una cita amb la mort quan la jovençana Isabel (Maribel Guardia), vestida només en llenceria negra, és atemorida pel psicòpata César (Claudio Obregón), que té una obsessió amb el cabell. El cabell d'Isabel atrau al maníac i l'obliga a fugir per a salvaguardar la seva vida.

## Repartiment
- Maribel Guardia... Isabel Martínez
- Gonzalo Vega... Giorgio Martínez
- Claudio Obregón... César
- Jaime Moreno... Rubén
- Claudia Guzmán.... Coquis
- Olivia Collins
- Gabriela Goldsmith

## Premis i reconeixements
Premi Ariel (1987)
| Categoria                  | Persona         | Resultat   |
| -------------------------- | --------------- | ---------- |
| Millor Actriu              | Maribel Guardia | Nominada   |
| Millor Coactuació Femenina | Claudia Guzmán  | Guanyadora |
| Millor Música              | Pedro Plasencia | Nominat    |